# Birgit Cullberg

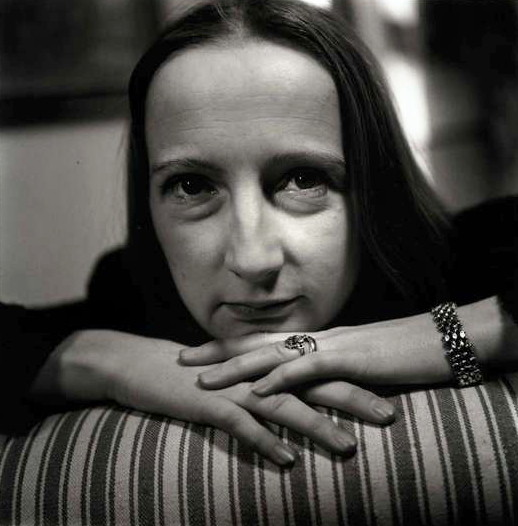
Birgit Cullberg 1943

Birgit Ragnhild Cullberg (Aussprache [ˌbiɹːgit ˈkɵlːbæɹʝ], * 3. August 1908 in Nyköping; † 8. September 1999 in Stockholm) war eine schwedische Tänzerin, Choreografin und Ballettdirektorin.

## Leben und Wirken
Cullberg erhielt ihren ersten Ballettunterricht 1929 in Stockholm bei der Russin Wera Alexandrowna. Von 1931 bis 1935 absolvierte sie ein Literaturstudium an der Stockholmer Universität. Parallel hierzu studierte Cullberg ab 1932 Modernen Tanz bei den Wigman-Schülerinnen Jeanna Falk und Gertrude Engelhardt und debütierte in diesem Jahr mit ihrem ersten Solotanz. Von 1935 bis 1939 studierte sie Modernen Tanz bei Kurt Jooss an der Dartington Hall School und wirkte als Tänzerin und Choreographin an seiner Studiengruppe. In späteren Jahren studierte sie auch noch an der Schule von Martha Graham in New York. 1939 kehrte sie nach Schweden zurück und gründete ihre erste Tanzgruppe, 1944 eine neue Kompanie, und 1946 wurde sie Kodirektorin des von Ivo Cramér gegründeten Schwedischen Tanztheaters. 1949 gründete sie ihre dritte Kompanie und bildete sich mit einem Stipendium in London und Paris fort.
1950 gelang ihr der internationale Durchbruch mit der Uraufführung ihres Balletts Fröken Julie (nach August Strindbergs Drama Fräulein Julie), mit Medea (mit Maurice Béjart als Jason) und einer Choreographie für das Königlich Schwedische Ballett, für das sie auch in den folgenden Jahren mehrere Choreographien schuf. 1956 arbeitete sie auch für das Göteborger Opernhaus, 1957 für das Königlich-Dänische Ballett, 1959 für das Finnische Nationalballett, 1960 und 1961 für das American Ballet Theatre. 1957 wurde erstmals ihr Ballett Fräulein Julie von einer deutschen Kompanie (Dortmund) übernommen, 1965 choreographierte sie das Bacchanale in Richard Wagners Oper Tannhäuser bei den Bayreuther Festspielen (wie vor ihr beispielsweise Isadora Duncan oder Rudolf von Laban). Seit 1961 choreographierte sie auch für das schwedische und norwegische Fernsehen und wurde „zur Pionierin auf dem Gebiet des Fernsehtanzes“. 1967 gründete sie das noch heute existierende Cullberg-Ballett. Sie choreographierte u. a. auch für das Teatro Regio in Turin (1985), das Ballett von Venedig (1988) und das Budapester Opernhaus (1990).
Birgit Cullberg war von 1942 bis 1949 mit dem Schauspieler Anders Ek verheiratet. Sie war die Mutter des Tänzers, Choreografen und Regisseurs Mats Ek sowie des Tänzers Niklas Ek und der Schauspielerin Malin Ek.

## Würdigungen und Auszeichnungen
Horace Engdahl prägte den Ausspruch, dass Birgit Åkesson und Birgit Cullberg die „Mütter des modernen Tanzes in Schweden“ seien. 1961 gewann Cullberg den Prix d’Italia mit ihrem ersten Fernsehballett Die böse Königin, und 1970 erhielt sie den zweiten Preis beim Prix d’Italia für ihr Fernsehballett Rotwein in grünen Gläsern. Die Universität Stockholm verlieh ihr 1979 die Ehrenprofessorenwürde. Außerdem erhielt sie die französische Auszeichnung Commendeur des Arts et Lettres und das italienische Cavaliere Ufficiale.